# Patrizia Pereyra
Patrizia Edel Pereyra Anaya es una física peruana, que trabaja en la medición de radiactividad ambiental y sus aplicaciones. Se desempeña como docente principal en el Departamento Académico de Ciencias  y coordina el Grupo de Investigación en Técnicas de Huellas Nucleares (GITHUNU) de la Pontificia Universidad Católica del Perú (PUCP).  

## Trayectoria profesional
Entre 1990 y 1991, Pereyra trabajó en el Instituto Peruano de Energía Nuclear (IPEN) como jefa del grupo de dosimetría, donde se encargaba del monitoreo y control de la exposición a la radiación del personal del centro nuclear. Desde 1990 trabaja impartiendo cursos de física general y coordinando laboratorios asociados con el área en la Pontificia Universidad Católica del Perú.  
Pereyra es la lideresa del Grupo de Investigación en Técnicas de Huellas Nucleares (GITHUNU) en la Pontificia Universidad Católica del Perú, el cual se enfoca en la aplicación de técnicas de huellas nucleares para la medición de radioactividad ambiental. 
Es presidenta y miembro activa de la organización Women in Nuclear (WiN) de Perú, organización que promueve la participación de mujeres en el campo de la energía nuclear, la radiación y las tecnologías asociadas. Pereyra colabora en iniciativas de divulgación científica y mentoría para mujeres interesadas en la física nuclear y la protección radiológica. 
Pereyra es asesora de trabajos de investigación de tesis de licenciatura y maestría y contribuye a la formación de nuevos profesionales en el campo de la física. 

## Investigación y publicaciones
A lo largo de su trayectoria, ha participado en proyectos de investigación, entre los que se encuentra el "Estudio de geogases, identificación de anomalías en series temporales y sus relaciones con los gases de efecto invernadero, considerando además aerosoles radiactivos para evaluar la calidad del aire en Lima y Cuzco" en 2021. Su trabajo se centra en el estudio de la detección y comportamiento del radón-222 en distintos medios y entornos, con aplicaciones en salud pública y geofísica. 
La medición de concentración de radón-222 posibilita la toma de decisiones gubernamentales para minimizar los riesgos de salud de la población, ya que el radón-222 es la principal causa de cáncer al pulmón en no fumadores. Los estudios radiométricos realizados por Pereyra ayudan a la detección preventiva de sismos. 
Entre sus publicaciones se incluyen artículos en revistas científicas indexadas y ponencias en congresos sobre radioactividad ambiental y técnicas de medición nuclear. 